# Alexander Hope
Lord Alexander Hope (2 dicembre 1769 – 19 maggio 1837) è stato un generale scozzese.

## Biografia
Era il figlio di John Hope, II conte di Hopetoun, e della sua terza moglie, Lady Elizabeth Leslie.

## Carriera militare
È stato un ufficiale come alfiere nel 63º Reggimento di fanteria nel 1786. Ha servito nelle Fiandre e nei Paesi Bassi nel 1794 al 1795. È stato nominato tenente Governatore di Tynemouth e Cliff Fort nel 1797, del Castello di Edimburgo, nel 1798, e Governatore della Royal Military Academy Sandhurst nel 1812 ed ha continuato a essere Luogotenente Governatore della Royal Hospital Chelsea nel 1826.
È stato anche membro del Parlamento per Dumfries Burgh (1796-1800) e per Linlithgowshire (1800-1834).
È stato nominato cavaliere del Bagno.

## Matrimonio
Sposò, il 23 ottobre 1805, Georgiana Brown, figlia di George Brown. Ebbero cinque figli:
- John Thomas Hope (10 gennaio 1807-17 aprile 1856), sposò Lady Frances Anne Lascelles, non ebbero figli;
- George William Hope (4 luglio 1808-18 ottobre 1863), sposò Georgiana Caroline Montagu-Scott, ebbero cinque figli;
- Louisa Dorothea Hope (1811-18 gennaio 1884), sposò il reverendo Henry Francis Charles Kerr, ebbero sei figli;
- James Robert Hope-Scott (15 luglio 1812-29 aprile 1873), sposò in prime nozze Charlotte Lockhart ed ebbero due figli, sposò in seconde nozze Lady Victoria Fitzalan-Howard ed ebbero sei figli;
- Alexander Hope (1814-1835).

## Morte
Morì il 19 maggio 1837, a 67 anni.

## Onorificenze
| Controllo di autorità | VIAF (EN) 292681650 |